# Lucius Aemilius Mamercus (Konsul)
Lucius Aemilius Mamercus war ein Politiker der legendären Frühphase der römischen Republik. Gemäß der von der modernen Wissenschaft als überwiegend fiktiv angesehenen antiken Überlieferung soll er im 5. Jahrhundert v. Chr. dreimal römischer Konsul gewesen sein. 
Mamercus gehörte zum Zweig der Mamerci der patrizischen gens Aemilia; er war der erste Vertreter des Geschlechts der Aemilier, der im politischen Leben hervortrat. Sein erstes Konsulat soll er im Jahr 484 v. Chr. mit Kaeso Fabius Vibulanus bekleidet haben. 478 v. Chr. wurde er zum zweiten Mal Konsul, sein Kollege war diesmal Gaius Servilius Structus Ahala. Dionysios von Halikarnassos berichtet, dass Aemilius Mamercus während dieser zweiten Amtszeit mit den Bewohnern der konkurrierenden Stadt Veji Frieden geschlossen habe. Weil er vor dieser Entscheidung den Senat nicht befragt habe, sei ihm ein Triumphzug verweigert worden.
Sein drittes Konsulat hatte Mamercus 473 v. Chr. inne. Sein Kollege war entweder Vopiscus Iulius Iullus oder Opiter Verginius Tricostus Esquilinus, die Überlieferung ist hier uneinheitlich. Im Senat trat Aemilius Mamercus laut Dionysios von Halikarnassos als Redner für das Ackergesetz des Spurius Cassius Vecellinus auf.